# 奈良小1女児殺害事件
奈良小1女児殺害事件（なら しょういちじょじ さつがいじけん）は、2004年（平成16年）11月17日に日本の奈良県で発生したわいせつ目的の誘拐殺人事件。
犯人の小林 薫（事件当時35歳）には本事件前にも、女児への強制わいせつ致傷事件などを起こして懲役刑に処された前科があった。2004年11月17日、小林は奈良市内で帰宅途中の女児A（事件当時7歳：市立富雄北小学校1年生）を強姦目的で誘拐し、生駒郡三郷町の自宅マンションで殺害した。その後、小林はAの遺体から歯をえぐり、遺体を生駒郡平群町内に遺棄したほか、女児の携帯電話を使って女児の両親に対し「次は（女児の）妹だ」などと脅迫メールを送信した。
小林はわいせつ誘拐、強制わいせつ致死、殺人、死体損壊・死体遺棄などの罪に問われ、2006年（平成18年）に奈良地裁で死刑判決を言い渡された。後に自ら控訴を取り下げたことにより死刑判決が確定、2013年（平成25年）2月21日に大阪拘置所で死刑を執行された（44歳没）。
奈良小1女児誘拐殺害事件、奈良小1女児誘拐殺人事件、奈良女児誘拐殺人事件、奈良女児殺害事件とも呼称される。
なお犯人と同姓同名の俳優・小林薫は本事件と一切無関係である。

## 犯人
犯人の小林 薫（こばやし かおる、事件当時35歳）は1968年（昭和43年）11月30日生まれで、大阪府大阪市住吉区出身。逮捕当時は36歳。事件当時は毎日新聞西大和ニュータウン販売所（奈良県北葛城郡河合町中山台2丁目）の従業員として勤務しており、生駒郡三郷町勢野東一丁目のマンションに在住していた。
刑事裁判で死刑が確定し、死刑確定者として2013年（平成25年）2月21日、収監先の大阪拘置所で死刑を執行された（44歳没）。

### 生い立ち・前科
小林はプロパンガスなどの販売店を経営する父親のもとで3人兄弟の第一子長男として出生した。小林の父親はしつけが厳しく、幼少期から小林やその1歳下の弟が悪いことをした際に暴力をふるうこともたびたびあったが、母親は小林らを庇い優しく接していた。
学生時代は人と話すことが苦手で、幼稚園・小学校・中学校といじめの標的にされており、教室で1人で過ごすことが多かった。その一方で小学校2・3年生頃からは万引きを繰り返していた。母親が死亡して以降は喫煙などの非行に及び、中学入学後は原付を盗むなどの犯罪行為も繰り返した。小学校4年生の時、母親が三男の出産と同時に死去。以降は父親・祖母の手で育てられたが、父親からゴルフクラブ・金属バットで殴られるなど虐待を受けていた。その後、1984年（昭和59年）4月には履正社高等学校へ進学したが、入学後も家計を助けるため新聞配達を続けていた。高校2年生の時、知人から借りたアダルトアニメのビデオ（兄と年少の妹との性交渉などを内容とするもの）を観て以来、女児を性交渉・わいせつ行為の対象として捉えるようになった。高校3年の時には2度にわたり、小学生の女児に後ろから抱き着き胸を触る、スカートをまくり上げて下着の上から陰部に触れるなどのわいせつ行為を行った。
1987年（昭和62年）に高校を卒業後、大阪市内の居酒屋チェーン店・箕面市の新聞販売所などで勤務した。後者で勤務していた1989年（平成元年）12月、箕面市内で2人の女児（いずれも当時5歳）の陰部を弄ぶなどしたとして、強制わいせつ罪・窃盗罪で懲役2年・執行猶予4年（保護観察付）の有罪判決を受けた。その後はトラック運転手として運送会社で勤務し、成人女性と交際していたが、女児への性的関心を抑えることはできなかった。1991年（平成3年）7月21日17時40分ごろ、住吉区苅田の公団住宅前で、住人の女児（当時5歳・幼稚園児）にわいせつ目的で近づき、後ろから抱きかかえたが、女児が泣き出しそうになったため、仰向けに押し倒し、女児の頸部を両手で絞め付けるなどして、女児の首に1週間の傷害を負わせた。この事件により住吉警察署（大阪府警察）に殺人未遂容疑で逮捕され、強制わいせつ罪で起訴、同年10月に強制わいせつ致傷罪で懲役3年の実刑判決を受けた。1992年（平成4年）1月に同判決が確定、これにより前刑（1989年の事件）の執行猶予も取り消され、前刑分も併せて約4年8か月間にわたり、奈良少年刑務所・加古川・滋賀の3刑務所で服役した。しかし多くの性犯罪者が刑期満了まで服役する中、小林は刑務所内で特にトラブルは起こさず、受刑者から嘲笑の的になる性犯罪者であることが周囲に露見したりいじめられたりすることもなく、刑期を約4か月残し、1995年（平成7年）11月に仮出所した。

### 事件前の勤務状況
出所後、小林は『読売新聞』『朝日新聞』『産経新聞』の各紙販売店を転々としたほか、ラーメン店員など短期間で職を転々としつつ、成人女性と性交渉を持つなどしていた。しかし、その後は「勤務時間が長い」「給料が安い」などと不平不満を述べるようになっていた。この頃、勤務先の者に携帯電話の契約を依頼するが、使用料金がかさみ職場に居られなくなった。また、深酒し遅刻・無断欠勤が増え、集金した金の横領、顧客に無断で架空契約を締結する等の理由により、短期間での退職を繰り返した。仕事以外では「離婚して子供がいる」「殺人を犯したことがある」など虚言を吐くようになり、周囲から「責任感がない」「口がうまく嘘をつく」「信用できない」などと次第に評価されるようになった。一方で、女児の可愛らしさや従順さ、純真無垢な箇所に対する魅力を忘れられずにいた。
2004年1月以降、小林は毎日新聞湯里販売所（大阪市東住吉区）で勤務したが、同年5月6日以降は出勤しなくなった。その後、2004年4月25日に購読代金約23万円を着服・持ち逃げしたとして、同年5月14日付で同店から東住吉警察署（大阪府警）に被害届を提出され、事件当日（2004年11月17日）には約65,000円分について業務上横領容疑で逮捕状を請求されていた。東住吉署員は2004年10月中旬 - 逮捕状が出た11月中旬にかけて湯里販売所に対し小林の所在を問い合わせたが、販売所側は小林からの返済の滞りを恐れ、小林が誘拐・殺人事件で逮捕されるまで「知らない」と答えていた。
2004年6月には滋賀県内の読売新聞販売店に勤務したが、勤務態度が悪く約1か月半で正式採用を待たずに解雇され、事件当時の職場である毎日新聞西大和ニュータウン販売所には2004年7月から勤務していた。なお、西大和ニュータウン販売所は小林が逮捕された2004年12月30日付で小林を懲戒解雇したが、毎日新聞大阪本社は湯里販売所・西大和ニュータウン販売所について「従業員の監督責任がある」として2005年1月末をもって取引を解約し、同月25日には村上和弘・同社販売局長を役職停止2週間にするなど3人の社内処分を発表した。

## 事件の経緯

### 殺人前の余罪
加害者小林薫は2004年6月末ごろ - 同年11月2日ごろまでの間、7回にわたり滋賀県守山市など5か所で8名が所有する子供用パンツなど合計31点（時価合計27,850円相当）を窃取。また同年9月26日16時ごろ、奈良県北葛城郡王寺町のマンション駐車場で遊んでいた女児（当時6歳）にわいせつ目的で近づき、言葉巧みにマンション敷地内へ誘い込み、着衣を脱がせ裸にさせたあと、陰部を指で押し広げ、持っていたカメラ付携帯電話で撮影するなどのわいせつ行為に及んだ。

### 誘拐殺人
小林は事件前、仕事上のストレスやパチンコが原因による困窮などへの苛立ちから、可愛らしい女児に悪戯したいという気持ちが抑えられなくなっていた。事件当日10時頃、普通乗用自動車（緑色のトヨタ・カローラII）を運転し、大阪府八尾市方面へわいせつ行為の対象となる女児を探しに行くも見つからなかった。そのため、奈良県生駒市、もしくは奈良市へ赴こうと考えたが、最終的に土地勘のある奈良市富雄地区で物色することに決めた。その後、奈良市押熊町のスーパーマーケットで10分ほど買い物をし、富雄地区に向かった。同日13時30分頃、同地区にある奈良市道「学園富雄通り」へ至り、近鉄奈良線・富雄駅前などを乗用車で移動しつつ、小林自身が嗜好する「ぽっちゃり型で、1人で帰宅している女児」を探していた。
すると、小学校から帰宅途中の被害者・女子児童A（事件当時7歳・奈良市立富雄北小学校1年生 / 奈良市学園大和町在住）が小走りで近づいてきた。好みの体型であるAに狙いを定め、付近のマンション駐車場に車を乗り入れAの行動を観察し、被害者が1人で帰宅しているのを確認した。Aを誘拐し姦淫などに及ぼうと企て、13時50分過ぎ、車を発進させAを追い越し、奈良市学園中五丁目の路上で停車させ、Aに対し「どうしたん、乗せていってあげようか？」などと言葉巧みに誘導し、Aを乗車させ連れ去った。
車内ではまず「おっちゃん忘れ物あるから、先におっちゃんの家寄るで。すぐ済むから、おっちゃんの忘れ物を取りに行かせてな」などと甘言を用いてAを安心させた。その後、奈良市道「鳥見通り」→奈良県道702号→国道168号→国道25号を通り自宅のあるマンション（同県生駒郡三郷町勢野東）付近へ到着すると、「あそこ、おっちゃんの住んでいるマンションやねんけど、荷物多いからちょっと手伝って」などと申し向け、食料品などが入った袋を自室（マンション202号室）へ運ぶ手伝いをさせ、首尾よく自室へ誘い入れた。部屋に入りAが宿題を始めたところ、算数の問題をスムーズに解いていたこと、Aの受け答えが溌剌としていたことなどから、小林は「Aはしっかりした子だ」と認識する。同時に「このままAを家に帰すと、自分の顔などを覚えていて親に話すだろう。そうなれば自分が警察に捕まるのは間違いないから、強姦した後は殺すしかない」と思うようになっていった。同日15時頃、Aが宿題を終える。小林はまず浴室でAの胸・陰部を触るなどわいせつ行為に及ぶため、「膝と手が汚れているので風呂に入り」などと申し向け、Aを全裸にさせ入浴を指示した。同日15時15分頃、Aの左胸を弄ぶなどしたが、その際に「おっちゃん、エッチ」といった言葉を浴びせるなどAは拒否反応を示した。声を立てられることで近隣への発覚を懸念した小林は、Aを風呂の湯に沈め溺死させることを決意する。その後、小林は甘言を用いてAに風呂の湯へ顔を漬けさせると、殺意を持ち約5分間にわたって、抵抗するAの頭部・腰部を両手で押さえつけ浴槽の湯の中に全身を沈め、15時20分頃Aを溺死させた。

### 死体損壊・遺棄
被害者Aを殺害後、アリバイ工作のため勤務先へ赴いたが、行きつけの料理店で飲食するうちに屍姦を思いつき、自宅に戻り遺体の陰部へ陰茎の挿入を試みたが、未達に終わった。その後、口淫に及ぶべくAの口を押し開けようとしたが、開けることができなかった(死後硬直)ため、同日19時20分ごろにフォーク・サバイバルナイフ（平成17年押第5号の1）を用い、遺体の歯10本をえぐり取り損壊した。
その後、Aが持っていた携帯電話にAの母親から着電があった。小林は母親の動揺した声を聞き「Aを自分のものにした」との充足感を伝える。また、「世間を騒がせてやりたい」などの欲求から、遺体がAであることを両親らに悟らせるよう、Aの身体に付着していた血液を拭き取り遺体を撮影した。その上で同日20時4分、遺体発見現場付近から被害者女児Aの携帯電話（全地球測位システム〈GPS〉付き）を使用し、娘を捜索中の母親宛てに、Aを撮影した画像を添付し「娘はもらった」とのメールを送信した。また、小林はAの遺体写真を自らの携帯電話にも転送。その写真を勤務先近くのスナック（河合町内）にて店員らに見せている。その際「自分は離婚した妻との間に（Aと）同い年の娘がいるから他人事じゃない」と心配するそぶりを見せるが、携帯画像をひけらかす態度から、周囲は「犯人ではないか」と疑っていた。
世間を騒がせる目的に加え、腐敗が予想される死体の処理を考えた。「夜間は人目に付きにくいが、昼間になれば容易に発見される場所に死体を遺棄しよう」と思い付き、同日21時40分頃、自宅から遺体を搬出し乗用車に乗せた。その後、生駒郡平群町まで運び、22時頃町内の道路脇側溝内に死体を放置し遺棄した。

### 事件後
事件当日17時過ぎ、女児Aの母親は娘が一向に帰宅しないことを不審に思い、富雄北小・奈良西警察署（奈良県警察）に相次いで相談・通報。その後、上述した20時過ぎ、母親の携帯電話へAの携帯電話から、Aの画像とともに「娘はもらった」とのメールが届く。
11月18日0時5分頃、平群町菊美台の道路側溝で被害者女児Aの遺体を発見。奈良県警は誘拐殺人・死体遺棄事件として奈良西署に特別捜査本部を設置した。死因は水死と判明したが、側溝に水は流れておらず、肺に溜まっていた水は泥などを含まない綺麗な水だったため、捜査本部は「犯人は水道水を張った浴槽などに被害者Aの顔を押しつけ、Aを水死させた」と判断した。また、Aの衣服に付着していた毛を鑑定したところ、被害者とは別人（成人男性）の体毛であること、毛などの付着物の血液型はB型であることが判明した。事件当時、犯人からは身代金の要求がなく、女児Aが不審な男の運転する車に自ら乗り込む様子が近隣住民から目撃されていた。そのため、捜査本部は犯人の目的を絞り込めず「知人による怨恨目的の犯行の可能性もある」と推測したが、実際には小林と被害者女児Aの間に面識はなく、小林は逮捕後に「誘拐するのは誰でもよかった」と供述した。
小林は同年12月14日0時1分頃、「事件報道が下火になってきた」と感じ、被害者Aの両親を脅迫することで世間を再び騒がせようと企む。鮫島公園東側駐車場（北葛城郡河合町中山台）にて、Aの携帯電話を使い、母親宛に「次は妹だ」とのメッセージとともに、Aの遺体画像・Aの妹の画像を送信し脅迫した。

## 事件解決
一方で奈良県警捜査本部（奈良西署）は、被害者女児の携帯電話から発信された複数回のメール・電話などの記録を解析した。その結果、すべて河合町周辺の基地局経由での発信であることを把握し同町周辺を重点捜査していた。また「犯人は奈良県西部の土地勘のある人物」として聞き込み捜査などを行った結果、「犯行に使用された乗用車は加害者が借りていた緑色のトヨタ・カローラIIである」「加害者は犯行当日、週1回の休日（水曜日）で事件当時のアリバイがない点」「小林が飲食店で被害者女児の写った携帯電話の画像を客らに見せるなどしていた点」などが判明した。
そのため、12月30日、捜査本部は駅で張り込み検問を行い、現れた被疑者小林を西和警察署に任意同行して 事情聴取を行った。また、小林宅を家宅捜索したところ、被害者女児のランドセル・携帯電話などが見つかり、同日中に小林を誘拐容疑で逮捕した。取り調べに対し、小林は殺害・死体遺棄などについて容疑を認め、Aの母親へ遺体写真を送信した理由について「結果を知らせてやりたかった」と供述した。
2005年（平成17年）1月19日には殺人・死体遺棄の容疑で再逮捕されたほか、奈良地方検察庁により同日付でわいせつ目的誘拐の罪により起訴された。その後は2月8日に死体損壊・脅迫容疑で追送検され、翌日（2月9日）には殺人・強制わいせつ致死・死体遺棄・死体損壊・脅迫の各罪状で奈良地方裁判所へ起訴された。
小林の自宅からは、女児の携帯電話や給食袋などの入ったランドセル、ジャンパー、下着や靴、靴下などが見つかったほか、ロリコンビデオ約百本、ロリコン雑誌約五十冊、盗んだとみられる女児用下着約百枚なども発見された。またスクール水着に女児のパンツなどを詰め込んだ人形のようなものも押収されている。なお、押収された人形のようなものは、事件発生から3日後に小林が作ったという。
小林が小児性犯罪の前科を有していたため、影山任佐（東京工業大学教授・犯罪精神医学）は、そういった前科犯への矯正教育・治療の必要性に加え、「治療・矯正が困難な場合は、出所後も被害者となりうる女児から隔離するなどの対策を取ることも必要」と指摘した。
なお、被害者女児Aは生前、大阪近鉄バファローズのファンだった。これを受け、当時近鉄に所属していた中村紀洋は自身のサイン入り野球道具（バット・グラブ・ユニホームなど）をAの遺族に贈り、通夜の際は霊前に供えられた。

## 刑事裁判

### 初公判
2005年4月18日、奈良地方裁判所（奥田哲也裁判長）にて初公判。判決公判までに11回の公判が開かれた。検察官は「反省の気持ちも更生する自信もない。早く死刑判決を受け、第二の宮﨑勤（東京・埼玉連続幼女誘拐殺人事件の加害者）か宅間守（附属池田小事件の元死刑囚）として世間に名を残したい」という被告人小林の供述調書を朗読した。その後、情状鑑定では反社会性人格障害およびペドフィリアと診断され、鑑定書は2006年（平成18年）2月14日に奈良地裁へ提出された。また、月刊誌『創』（創出版）の2006年2月号 - 12月号では被告人小林の獄中手記が連載されていた。
小林は第5回公判にて「お詫びの言葉しかない」と初めて謝罪の言葉を述べた一方、「（満足したという気持ちに）変化はない」とも発言していた。また被告人質問では「被害者Aと一緒に遊んでいる光景が夢の中に現れ、苦痛を感じていた。逮捕され楽になった」などと述べていた。
情状鑑定後、9か月ぶりに再開された第6回公判（2006年3月27日）にて、小林は「裁判は茶番。元から死刑を望んでいる」と述べたほか、死刑を望む真意や、被害者Aの両親へ謝罪しない理由などについて聞かれても「言いたくない」と拒み続けていた。このことや生い立ちを踏まえ、公判を傍聴した臨床心理士・藤掛永良（元奈良大学教授）は「被告人は生い立ちから、世間への敵意・復讐心を募らせて『自分こそ被害者だ』と思い、孤立無援の世界にいると感じているのだろう、辛い現実から逃避するために死を望んでいる」と分析した。一方、判決を控えた2006年夏には弁護人に数珠の差入れを求めていた。
第8回公判（2006年5月25日）では、被害者Aの父親が意見陳述し「Aの苦しみ・辛さを知ろうと傍聴してきたが、被告人には反省・後悔が感じられない。Aが悲しむような事件が起きないよう、極刑以上の刑を与えてほしい」と述べた。

### 被告人小林薫の主張
公判での小林は捜査段階から一転し、「強制わいせつの対象とする女児の物色を決意した時期は犯行現場に到着してからで、誘拐した時点では姦淫する意図はなかった」「殺意が発生した時期はAが風呂から出ようとした時だ。殺害後、Aの遺体の写真を撮る際に血液をふき取ったのは、Aの両親に分かるようにしたわけではない。死体も人目に付く場所に遺棄しようと考えたわけではない」と供述した。また、精神鑑定の最中には鑑定人に対し「被害者Aに睡眠薬（ハルシオン）を飲ませていたずらしようとしたが、Aは風呂の中で溺死してしまった」と供述し、殺害行為も否定した。
しかし、奈良地裁 (2006) は「被告人は逮捕直後から罪を認め、公判でも起訴事実自体は認めているにも拘らず、合理的な理由もなく捜査段階における供述を変遷させ、自分にとって不利な情状事実を否定している。被害者Aの遺体を解剖しても、その結果ではハルシオンについては言及されておらず、解剖を担当した医師による『遺体の顔面などに現れていた溢血点は、Aが死亡時に水を吸引してかなり苦しみ、気張った状態になったことで出現したと考えられる』とする所見などに照らして不自然であり、信用し難い。よって被告人の『自分は被害者Aを殺害しておらず、Aはハルシオンを飲ませたら風呂で溺死した』という供述は、自身の刑事責任を減免するための虚偽と言わざるを得ない」として小林の主張を退けた。小林は、供述を変遷させた理由について「自分の罪を軽くするためではない」などと弁解したが、奈良地裁 (2006) は「その理由について積極的に説明するよう求めても答えようとしておらず、そのような事情に照らせば信用し難い供述だ。むしろ被告人は『自分の手紙に基づいて掲載された雑誌の記事（鑑定人に対し述べた供述と同様の内容）に誤りはない』などと供述しており、小林が鑑定人に対し『被害者Aは殺していない』という虚偽の供述をしていたこと、それに関する公判での供述状況などは、被告人の反省状況を判断する上で不利益に評価せざるを得ない」と結論付けている。
逮捕後に殺害を認めた理由について、後に月刊誌『創』へ以下のような手記を寄せている。「『もう生きていても仕方ないので、死刑で早く死んでしまいたい』と思ったからだ。弁護人や精神鑑定の担当医師にも同様に『被害者Aは睡眠薬を飲ませたら風呂で溺死した』という話をしたが、当時は『罪を認めた上で情状酌量を得よう』という法廷戦術により情状鑑定をしている最中で、すべてが振り出しに戻るような新証言は誰もまともに取り上げてくれなかった。このために失望し、『検察官が主張した（判決で認定された）殺人を自分は犯していないが、もう死にたいから法廷では一切争わないようにしよう』と思った」と主張している。また、同誌記事および同記事を引用した検察官からの被告人質問の際には、「裁判官・検察官だけでなく、被告人（自分）の唯一の味方であるはずの弁護人2名でさえ、警察供述調書を鵜呑みにして真偽を検証していない。人を死刑という厳罰に処する裁判としてはあまりにもお粗末だ」という反発心から、「この裁判は茶番だ」と発言した。

### 死刑求刑・結審
2006年6月5日、奈良地裁（奥田哲也裁判長）にて論告求刑公判が開かれ、検察官は被告人小林に死刑を求刑した。同日の公判中、小林はあくびをして傍聴人を驚かせた。
同月26日の第10回公判にて、弁護人の最終弁論・被告人小林の最終意見陳述が行われ結審し、弁護人は小林の殺意を否定して死刑回避を求めた。小林は最終意見陳述では謝罪の言葉を明言しなかった一方で「自己が犯した犯行は自己の命で償うしかないから早く死刑になりたい」などと繰り返し述べていた。また、第10回公判の同日（6月26日）、拘置先である奈良少年刑務所にて奈良地裁宛に手紙を書いている。手紙には「被害者への償いは死刑以外ではできない」と述べていた一方、「（無期懲役で）服役することになっても、更生するつもりはないし、税金の無駄遣いになるだけだ。服役後、社会に出たら次こそ死刑になるよう、大勢の被害者を出す残虐な犯行を行う」とも書き記していた。

### 死刑判決
2006年9月26日、判決公判が開かれた。奈良地裁（奥田哲也裁判長）は奈良地検の求刑通り被告人小林に死刑判決を言い渡した。奈良地裁 (2006) は争点の1つだった「殺意の形成時期」について、「自室に連れ込んでから風呂場で抵抗されるまでの間で、確定的な殺意が認められる」と認定し、弁護人の「咄嗟の殺意」とする主張を退けた。「被告人はわいせつ行為の着手前には被害者女児を強姦し、その後殺害することを決意していた」と認定した上で、「自己の異常な性欲を満たすための犯行。被告人は根深い犯罪性向を有し、反省しておらず更生可能性もない」と指摘した。
死刑適用基準を示した永山則夫連続射殺事件への最高裁判決（1983年 / 被告人：永山則夫）以降、被害者数が1人の殺人事件で死刑が適用された事例は、金品目的（身代金・強盗など）や、被告人に殺人前科があるなど特別な事情がある場合に限られていた。しかし奈良地裁は同判決で示された「永山基準」に言及し、「本事件で殺害された被害者は1人だが、本事件の被害者は何ら落ち度がなく、抵抗することもままならない幼少の女児で、性的被害にも遭っている。残忍な犯行・自己中心的な動機・犯行後の情状の悪質性・遺族の被害感情・社会的影響の甚大さなどに加え、このような事情を併せ考えると、本件の結果はかなり重大で、被害者の数が1人であることだけで死刑を回避することはできない。本件の結果以外の情状も極めて悪く、罪刑の均衡の見地・一般予防の見地からも被告人自身の生命で罪を償わせるほかない」と結論付けた。この判断を受け、『朝日新聞』 (2006) は「永山判決より一歩踏み込んだ判決」と評した。なお、本件より以前（2006年7月）に第一審で無期懲役判決（求刑：死刑）が言い渡された広島小1女児殺害事件では「被害者は1人で殺害の計画性はなく、（同事件加害者の）前科も立証されていない」として死刑が回避されている。本判決は被害者遺族の処罰感情に加え、加害者の前科・殺害の計画性が認定されたことが死刑適用の要因になったとされている。奈良地検の次席検事・西浦久子は「これまで被害者1人の場合は強盗殺人・保険金殺人などを除き死刑は考えにくかったが、流れが変わってきた。世論の後押しがあったためだろう。社会が公正な判決を望んでいたからだと思う」と所感を述べている。
判決宣告前、小林はガッツポーズや、ほくそ笑む態度をとった。一方で判決後に接見した主任弁護人・高野嘉雄に対しては「死刑は覚悟していたが、判決理由で自身のこれまでの公判の陳述より、奈良地検の主張に重きが置かれている点には不満がある」と述べた。

## 死刑執行まで

### 死刑確定
弁護人は判決を不服として大阪高等裁判所に即日控訴したが、2006年10月10日正午過ぎ、小林（奈良少年刑務所在監）が自ら控訴を取り下げ、控訴期限の切れる2006年10月11日0時をもって死刑が確定した。

### 異議申し立て・再審請求
弁護人は当初「異議申し立てをするつもりはない」と表明していたが、2007年（平成19年）6月16日に一転して大阪高裁へ控訴取り下げの無効を求める審理開始の申し立てを起こした。しかし申し立ては2008年（平成20年）4月に棄却され、同年12月には再審請求を申し立てたが、奈良地裁により2009年（平成21年）5月に棄却された。再審請求棄却の決定を不服として即時抗告したが、大阪高裁（大淵利一裁判長）は2009年8月6日付決定で即時抗告を棄却した。さらに決定を不服として2009年8月9日付で最高裁判所へ特別抗告したが、2009年12月15日付で最高裁第二小法廷（竹内行夫裁判長）は小林の特別抗告を棄却する決定を出したため、再審が開始されないことが確定した。その後第二次再審請求を行い、「警察・検察の供述調書にて自分が『被害者を殺害した』と供述したとされる場面について、実際には検察官は検証しておらず、裁判官も提出されるべき捜査段階での現場検証時の写真・記録がないまま『供述調書は信用できる』と死刑判決を言い渡しており、不当判決だ」とする新証拠を提出したが、奈良地裁で棄却決定がなされ、（後述のアンケート回答時点で）大阪高裁へ即時抗告していた。
2006年10月30日、小林は遺族に対して、自分の行為は「人として最低な行為」であったが、「公判中に謝罪の気持ちを表したくてもできなかった」と書かれた手記を弁護人を通じ手渡そうとするも、公判の態度を見た遺族は本心からの謝罪だと思えず拒否している。これについて、宮﨑勤・宅間守と面会した長谷川博一教授は「ほかの2人と違い、悪いことをしたということはしっかり認識している」と述べている。

### 獄中における言動
小林は死刑確定後の2006年10月17日、拘置先の奈良少年刑務所から大阪拘置所へ移送された。2006年2月、『創』第36巻第2号（通巻第398号）に手記を寄せている。また死刑確定者らを対象に実施されたアンケートに対し、以下のように回答していた。
- 2008年（平成20年）7月 - 8月にかけて「死刑廃止国際条約の批准を求めるフォーラム90」が実施したアンケート[82]
  - 「第一審・死刑判決は杜撰な審理により言い渡されたものであり、現在の弁護人に『裁判官3名の訴追委員会への罷免請求を行いたい』と申し出、助言を得て2008年11月13日に訴追委員会へ罷免請求書を送付した」[63]
  - 「今後、再審における情状証人・支援者として友人を申請したが、大阪拘置所が『外部交通は必要ない』として不許可にした。その必要性は裁判官が判断すべきだろう。一般市民が参加する裁判員裁判は、司法のプロたち（裁判官・検察官・弁護士ら）が行うべき審理・検証を確実に実行すべきだ（そうでなければ、冤罪判決が下った場合には一般市民の裁判員たちにその責任が及ぶことになる）。死刑制度の基本的論理は『目には目を、歯には歯を』の復讐的行為であり、本当の正義と言えるのか？その認識が広まっているから、世界各国は死刑制度廃止へ向かっているのだろう」[83]
- 2011年（平成23年）6月20日 - 8月31日に参議院議員・福島瑞穂が実施したアンケート[注 43][85] - 「第二次再審請求で『自分の供述調書は事実に反したものだ』と訴えたが、奈良地裁は非を認めず、不当な棄却決定を出した」[86]
- 2011年9月 - 11月に福島の事務所が実施したアンケート - 「被害者には申し訳ない気持ちでいっぱいだが、現在の死刑制度には反対だ。現在の日本の刑法は『目には目を』の復讐法ではない。死刑制度の代わりに仮釈放のない終身刑を導入するか、死刑執行2日前に執行の告知を受けた上で、薬物投与による刑執行を希望する。拘置所内の生活では持病の腰痛に悩まされており、寝づらい。友人・知人との交流をさせてほしいし、（楽しみにしている）DVD・テレビの視聴回数を増やしてほしい」[60]

### 死刑執行
2013年（平成25年）2月21日、法務大臣谷垣禎一が発した死刑執行命令を受け、収監先である大阪拘置所にて死刑が執行された（44歳没）。執行の2週間前には恩赦不相当の決定が出されていたほか、死刑執行当時は2度目の再審請求に向け準備中だった。同日には土浦連続殺傷事件・名古屋市中区栄スナックバー経営者殺害事件の両死刑囚（計3名。前者は東京拘置所・後者は名古屋拘置所に在監）の刑も執行され、自由民主党の政権復帰（2012年12月・第46回衆議院議員総選挙の結果により第2次安倍内閣が成立）以降では初の死刑執行となった。

## その他
女児Aが通学していた富雄北小学校は事件後、事件から20年となる2024年（令和6年）時点で毎年、事件発生日である11月17日前後になると、命の重さや大切さを児童たちに考えさせる機会を与えることを目的に、Aの追悼行事「いのちの集会」を開催している。同校の図書室には生前本が好きだったというAの名前から命名された「○○○ちゃん文庫」があり、Aの父親から寄贈された命をテーマにした児童書や絵本など700冊以上が収蔵されている。また誘拐現場となった奈良市学園中5丁目の市道には、2009年2月、2005年1月に発足した自主防犯組織「学園南通れんけい会」が事件の風化防止、Aの追悼を目的に、Aの名前にちなんだ名前の木を街路樹として植樹した。
インターネットでの匿名掲示板のとあるスレッドには、事件の手口を思わせる一連の書き込みがあり、そのような投稿が事件を誘発したのではないかという論調の報道がなされた。